# 嘉峪关市人民政府
嘉峪关市人民政府（简称嘉峪关市政府），是中华人民共和国甘肃省嘉峪关市的行政管理机关。现任市长是丁巨胜，2017年6月上任。

## 历史沿革
嘉峪关市在古代历史上无郡县设置。1965年，中华人民共和国设立嘉峪关市，为县级市，归属酒泉地区管辖。1971年，升格为地级市。
1965年7月19日，成立嘉峪关市筹备委员会。1970年5月，成立嘉峪关市革命委员会（县级）。1971年11月，成立嘉峪关市革命委员会（地级）。1980年5月，成立嘉峪关市人民政府。

## 历任领导
历任市长、代市长
| 姓名   | 任期                  | 备注                                   | 参考  |
| ------ | --------------------- | -------------------------------------- | ----- |
| 高兆兴 | 1980年5月－1983年8月  |                                        |       |
| 解长荣 | 1983年12月－1987年2月 |                                        |       |
| ...    | ...                   |                                        |       |
| 侯生华 | 1995年3月－1998年6月  |                                        |       |
| 吴保真 | 1998年6月－2002年6月  | 蒙古族                                 |       |
| 马光明 | 2002年7月－2008年2月  | 回族；代理市长（2002年6月－2002年7月） |       |
| 郑亚军 | 2009年2月－2011年8月  | 代理市长（2009年1月－2009年2月）       | [ 3 ] |
| 柳鹏   | 2011年11月－2016年5月 | 代理市长（2011年9月－2011年11月）      | [ 4 ] |
| 王砚   | 2016年10月－2017年4月 | 代理市长（2016年6月－2016年10月）      | [ 5 ] |
| 丁巨胜 | 2017年6月－2021年8月  | 代理市长（2017年4月－2017年6月）       | [ 6 ] |
| 刘凯   | 2021年12月－          | 代理市长（2021年11月－2021年12月）     | [ 7 ] |

历任副市长、常务副市长